# Sadkó (Iliá Repin)
Sadkó, también conocido como Sadkó en el reino subacuático (en ruso: Садко в Подводном царстве, romanizado: Sadko v Podvodnom tsarstve), es una pintura al óleo sobre lienzo del pintor realista Iliá Repin, realizada en 1876 durante una visita a Francia. Basado en un poema épico ruso, describe al personaje mítico del comerciante y músico Sadkó, que debe elegir a una de las hijas del Rey Subacuático para casarse. Tsesarévich Aleksandr Aleksándrovich, el futuro zar Alejandro III, compró la pintura, que se encuentra en la colección del Museo Estatal Ruso de San Petersburgo. 

## Trasfondo
El pintor ruso Iliá Repin estudió en la Academia Imperial de las Artes de San Petersburgo y tuvo un éxito temprano con Los sirgadores del Volga (1870–1873). Luego de esto decidió viajar a Europa Occidental; no por su propio bien, sino porque pensó que Europa necesitaba «nueva fuerza de las provincias». Llegó a París en octubre de 1873, cuando tenía 29 años.
Repin todavía estaba en Francia cuando pintó Sadkó en 1876, y el tema del folclore ruso le atrajo como una forma de expresar su experiencia en el exilio. La pintura refleja las impresiones de Repin de la vida artística y social de Montmartre en París. Describió el concepto en una carta al crítico de arte Vladímir Stasov: «El ingenuo e inexperto Sadkó está encantado, pero cumple su promesa al hombre santo de elegir a la última chica, la campesina rusa. Puedes ver que la idea no es el más original, pero refleja mi estado de ánimo actual, y tal vez incluso el estado de todo el arte ruso, tal como es». El trabajo en la pintura fue lento y Repin comenzó a perder interés en el tema, cuando Alekséi Bogolyubov convenció a Tsesarévich Aleksandr Aleksándrovich, el futuro zar Alejandro III, para que lo encargara, lo que llevó a Repin a terminar el trabajo.

## Tema y composición
El tema de Sadkó es de una bylina, un poema épico oral, grabado en el noroeste de Rusia. El comerciante y músico Sadkó ha sido llevado al reino del Rey Subacuático para dar una actuación. Después de que el Rey Subacuático ha bailado con su música, provocando una tormenta devastadora en el proceso, se le pide a Sadkó que elija a una de las hijas sirenas del rey para tomarla como su esposa. Siguiendo el consejo de un santo, Sadkó rechaza tres veces trescientas hijas antes de aceptar a la última, Chernavushka. Repin pintó a Sadkó a la derecha, con vistas a una procesión de mujeres mitad humanas, mitad acuáticas que pasan; las sirenas rechazadas en el frente lucen decepcionadas. Chernavushka aparece detrás de todos los demás y mira hacia el hombre. La composición de la imagen está hecha a vista de plano contrapicado y con un horizonte alto. El cuadro está pintado al óleo sobre lienzo y tiene unas dimensiones de 322,5 cm × 230 cm.

## Recepción y procedencia

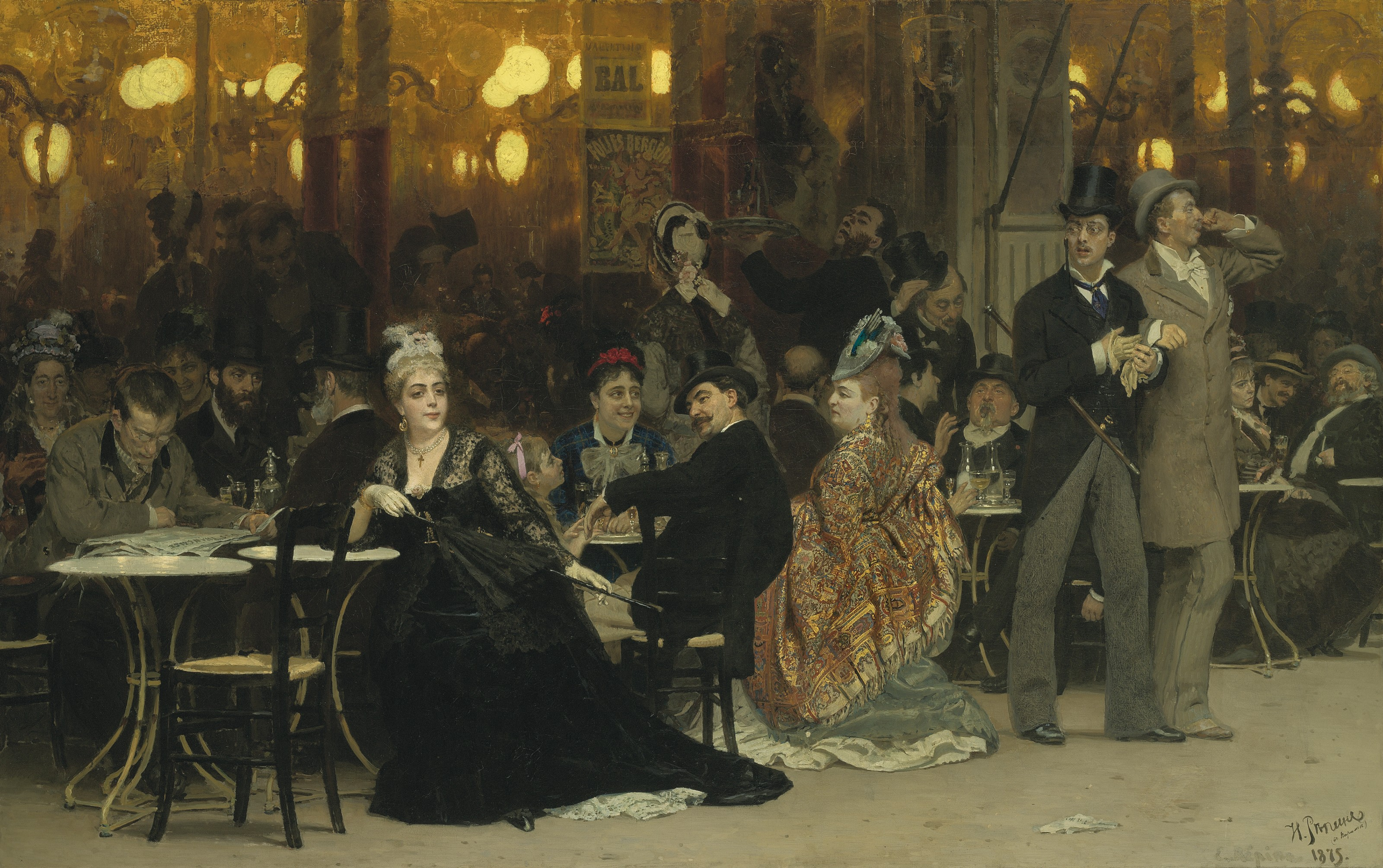
Sadkó se exhibió junto con otra obra de Repin, Paris Café.

Tras el regreso de Repin a Rusia, la Academia Imperial de las Artes exhibió a Sadkó con dos de las otras pinturas parisinas de Repin, Mujer negra y Paris Café. Sadko desconcertó y polarizó a los críticos rusos políticamente inclinados. Publicaciones conservadoras y eslavófilas como Russkiy Mir lo prefirieron al cosmopolita Paris Café, pero criticaron lo que se describió como un exceso de destreza técnica a expensas de los detalles narrativos del material original. En el periódico liberal Golos, Sadkó fue llamado un «trágico error». El crítico dijo que los temas poéticos y fantásticos no encajaban con Repin y lamentó la dirección que había tomado el pintor después de Los sirgadores del Volga.
Sadko le ganó a Repin una membresía en la Academia Imperial de las Artes en 1876. Se mantuvo en el Palacio de Alejandro hasta 1897, cuando ingresó a la colección del Museo Estatal Ruso. Está en exhibición en el Palacio Mikhailovsky en San Petersburgo.